# Giulio Rolland
Giulio Rolland (Modena, 1859 – Roma, 26 giugno 1913) è stato un pittore e decoratore italiano.

## Biografia
Prese parte all'Esposizione internazionale di Roma del 1883 con Scherzo infantile.
Nel 1885, poco più che venticinquenne, si unì alla Scuola Etrusca, un'associazione di pittori fondata da Giovanni Costa nel 1883, con lo scopo di rappresentare i sentimenti della natura attraverso la realtà. Fra le prime opere "etrusche" del Rolland si annoverano: Comandante di cavalleria con le truppe, Veduta del Tevere e Armigero a cavallo.  
Nel 1901 si occupò di affrescare il Teatro Flavio Vespasiano di Rieti, con un affresco raffigurante il trionfo dell'omonimo imperatore romano, e l'aula magna dell'Università di Macerata. In seguito si stabilì a Roma, ove vi rimase sino alla morte, divenendo docente di figura e direttore dell'Istituto di San Michele. Si occupò inoltre delle decorazioni del Villino Venturino e di Villa Santini.
A Roma gli è stata dedicata una via nella frazione di Acilia.